# Saint-Martin-sur-Armançon
Saint-Martin-sur-Armançon ist eine französische Gemeinde mit 141 Einwohnern (Stand: 1. Januar 2022) im Département Yonne in der Region Bourgogne-Franche-Comté (vor 2016 Bourgogne); sie gehört zum Arrondissement Avallon und zum Kanton Tonnerrois.

## Geographie
Der Ort liegt etwa 38 Kilometer ostnordöstlich von Auxerre an einer früheren Flussschlinge des Armançon, die seit der Errichtung des Canal de Bourgogne vom Fluss Baon genutzt wird. Armançon und Canal de Bourgogne verlaufen an der südlichen Gemeindegrenze. Umgeben wird Saint-Martin-sur-Armançon von den Nachbargemeinden Molosmes im Norden und Nordwesten, Mélisey im Norden, Thorey im Nordosten, Tanlay im Süden und Osten sowie Tonnerre im Westen und Südwesten.

## Bevölkerungsentwicklung
| Jahr                       | 1962 | 1968 | 1975 | 1982 | 1990 | 1999 | 2006 | 2018 |
| Einwohner                  | 161  | 146  | 163  | 162  | 169  | 166  | 151  | 143  |
| Quellen: Cassini und INSEE |      |      |      |      |      |      |      |      |

## Sehenswürdigkeiten
- Kirche Notre-Dame